# Страна фантазий
Страна фантазий (кор. 마리 이야기) — полнометражный анимационный фильм, созданный в Южной Корее в 2002 году. Режиссёр Ли Сон Ган. Впервые вышел в кинотеатрах Кореи 18 января. Мультфильм выиграл Гран-при как лучший полнометражный фильм на фестивале анимационных фильмов в Анси в 2002 году.

## Сюжет
Действие фильма происходит в Южной Корее. Наму, молодой школьник вынужден распрощаться с Юнь-Хо, другом его детства, который собирается отправиться в Сеул на учёбу. Однажды гуляя у старого маяка, Наму заходит в игрушечный магазин и покупает там мячик, который необычно светится. После этого с мальчиком начали происходить необычные вещи. На какое то мгновение он переносился в мир фантазий, где растут огромные растения и цветы, обитают гигантские пушистые животные, а облака как мягкий пух, на них можно лежать и между ними летать. Там Наму знакомится с хозяйкой мира фантазий, с необычной девочкой — Мери. У неё розовые волосы и белый мех на теле. Несмотря на то, что Мери не может говорить, они быстро сближаются. Однажды разразился мощный шторм, который мог бы уничтожить город, а отец в это время как и многие другие находился в корабле. Наму в отчаянии воззвал к помощи у Мери, и та использовала всю свою силу, чтобы спасти город. Однако после этого мячик сломался, и Наму больше не смог попасть в мир фантазий.

## Роли озвучивали
| Актёр       | Роль            |
| ----------- | --------------- |
| Рю Док Хван | Наму            |
| Ли Бёнхон   | взрослый Наму   |
| Сон Ин Гю   | Юнь-Хо          |
| Кон Хё Джин | взрослый Юнь-Хо |
| Пэ Чжон Ок  | мама Наму       |
| На Мун Хи   | бабушка Наму    |
| Чан Хан Сон | отец Юнь-Хо     |

## Награды
- 2002 — Гран-при (лучший полнометражный фильм) на 26-м Международном фестивале анимационных фильмов в Анси (Анси, Франция)